# Heinrich Kloth

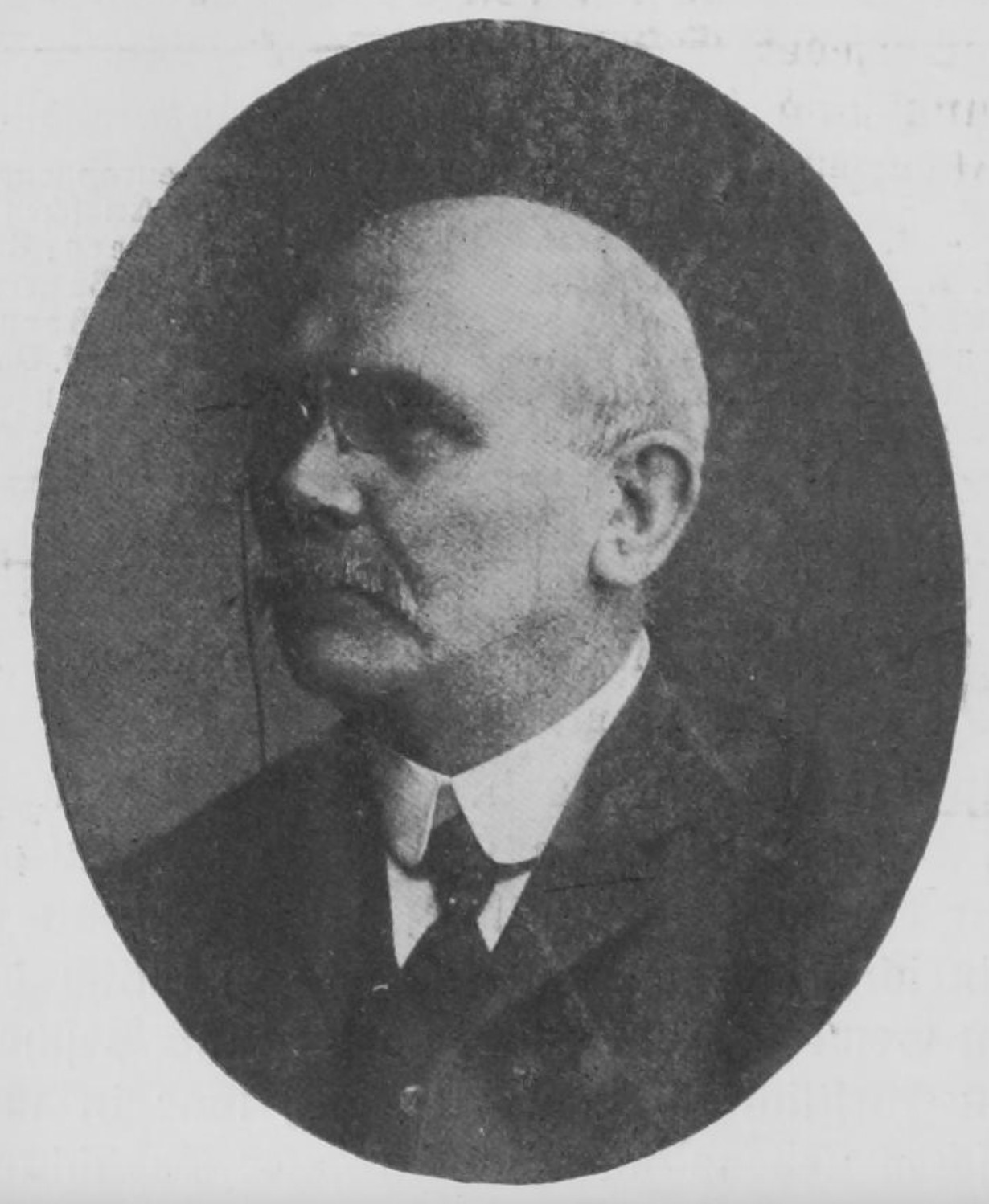
Heinrich Kloth

Heinrich Kloth (* 14. Januar 1848 in Bockholt bei Eutin; † 6. April 1918 in Eutin) war ein niederdeutscher Autor. 

## Leben
Heinrich Kloth war der Sohn eines Großhufners. Er besuchte die Schule in Eutin und wurde Landmann. Er arbeitete anfangs als Schreiber, später als Verwalter auf verschiedenen ostholsteinischen Gütern. 1875 gab er diesen Beruf auf, war zeitweise Versicherungsagent und betrieb dann ein Kasino in Eutin.
Kloth schrieb und veröffentlichte in niederdeutscher Sprache.

## Werke
- De Landrathsdochder. En Geschicht ut't östlich Holsteen. 2 Bände. Kiel 1880, 2. Aufl., Lühe & Dircks, Garding 1885
- Sliperlisch’n. Lühe & Dircks, Garding 1885